# قعاد الصلاحي (بني العوام)

تعديل مصدري - تعديل

قعاد الصلاحي هي إحدى قرى عزلة بني العوام بمديرية بني العوام التابعة لمحافظة حجة، بلغ تعداد سكانها 41 نسمة حسب تعداد اليمن لعام 2004.